# Sciomesa scotochroa
Sciomesa scotochroa là một loài bướm đêm trong họ Noctuidae.